# Carme Basté i Pascual
Carme Basté i Pascual és una periodista catalana. És professora i directiva a la Facultat de Comunicació i Relacions Internacionals Blanquerna, de la Universitat Ramon Llull. És membre de la junta directiva de l'Acadèmia de les Ciències i les Arts de Televisió, on va impulsar el manifest per una televisió ètica. La major part de la seva carrera professional l'ha desenvolupat a TV3, on va dirigir diversos programes informatius, d'entreteniment i actualitat, com sis edicions de La Marató de TV3. L'any 2001 va ser nomenada cap de Programes d'Enteteniment i el 2004, sotsdirectora de Televisió de Catalunya i directora de Programes. Entre els anys 2008 i 2014 va ser la directora executiva de la Fundació La Marató de TV3. Va ser vicepresidenta i tresorera del patronat de la Fundació puntCAT. Va ser nomenada Premi d'Honor de Publifestival 2015.